# Dyschoriste oligosperma
Dyschoriste oligosperma är en akantusväxtart som först beskrevs av V. Steenis, och fick sitt nu gällande namn av Cornelis Eliza Bertus Bremekamp. Dyschoriste oligosperma ingår i släktet Dyschoriste och familjen akantusväxter. Inga underarter finns listade i Catalogue of Life.